# Bianca e Falliero

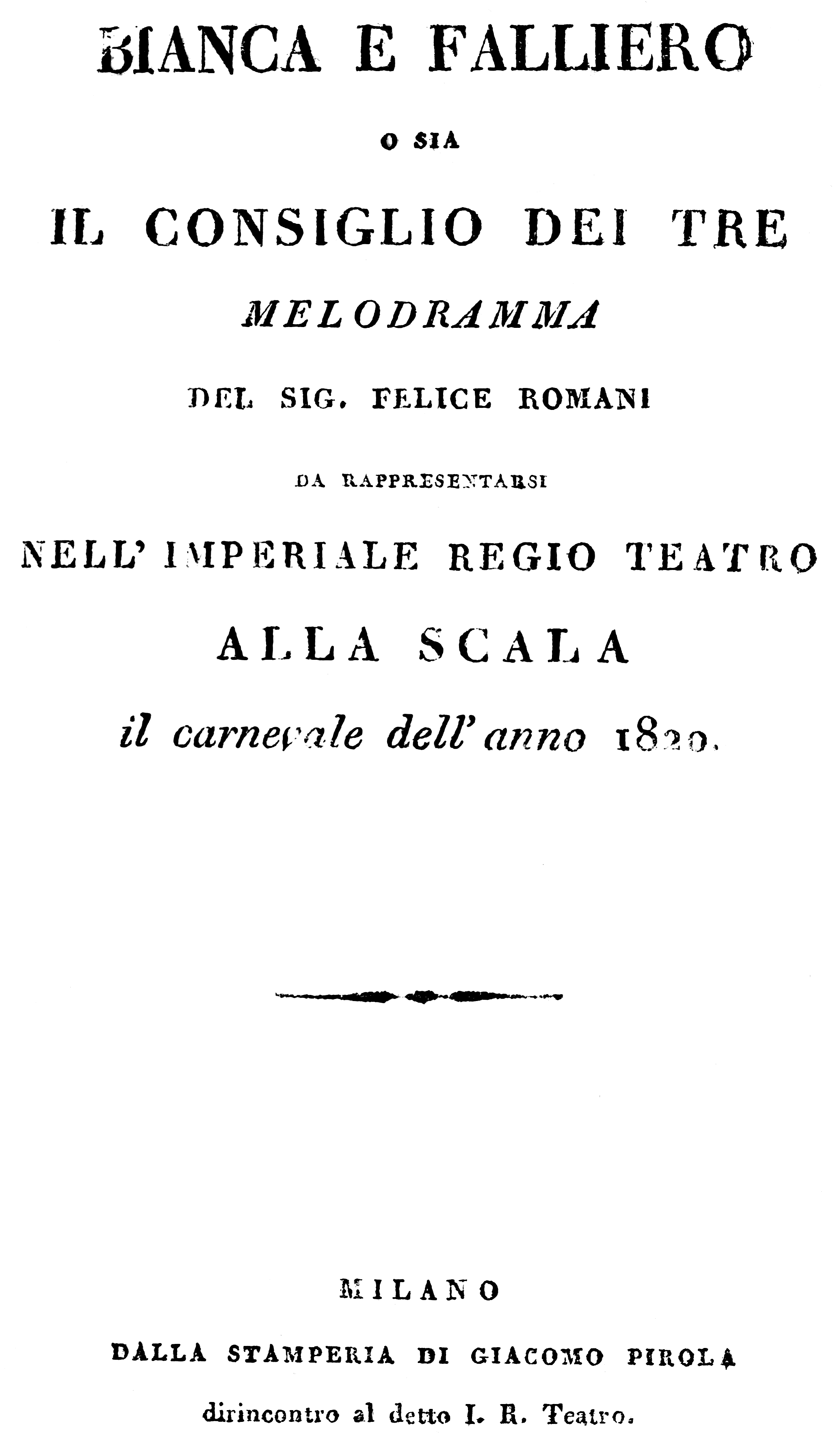
Librettots titelsida, Milano 1820.

Bianca e Falliero, ossia Il consiglio dei tre (Bianca och Falliero, eller De tres råd)  är en opera (melodramma) i två akter med musik av Gioacchino Rossini. Librettot skrevs av Felice Romani efter Antoine-Vincent Arnaults pjäs Les Vénitiens, ou Blanche et Montcassin (1798).

## Historia
Rossini erhöll librettot till operan i början av november 1819. Felice Romani hade skrivit om slutet så det slutade lyckligt. Till operan använde sig Rossini av musik från tidigare verk. Operan hade premiär den 26 december 1819 på La Scala i Milano och blev en succé med 39 föreställningar.
Fram till 1831 framfördes operan på åtskilliga italienska operahus, om dock i bearbetade och stympade versioner. 1824 spelades operan i Lissabon, 1825 i Wien och 1830 i Barcelona. På hösten 1856 spelades operan till och med på Sardinien, i Cagliari.

## Personer
- Bianca, dotter till Contareno (sopran)
- Capellio, senator (bas)
- Contareno, senator (tenor)
- Costanza, Biancas amma (sopran)
- Falliero, venetiansk general (kontraalt)
- Priuli, Doge av Venedig (bas)
- Pisani (tenor)
- Loredano, senator (talroll)

## Handling
Falliero är fältherre i Venedig. Han älskar Bianca, dotter till senator Contareno. Efter ett hemligt möte söker Falliero sin  tillflykt på den spanska ambassaden och uppfattas felaktigt som landsförrädare. Allt slutar dock lyckligt då Capellio och Bianca vädjar för honom i senaten, och de unga tu kan få varandra.

## Musiken
Orkestern består av:
- Träblås: två flöjter (piccolaflöjt), två oboer, två klarinetter, två fagotter
- Bleckblås: fyra valthorn, två trumpeter, tre tromboner
- Slagverk: pukor, bastrumma, cymbal, triangel
- Stråkar
- Basso continuo

Operan innehåller följande musiknummer:
- Sinfonia (ouvertyr)

Akt I
- Nr. 1. Introduktion (Kör, Contareno, Capellio): "Dalle lagune adriatiche" (Scen 1)
- Nr. 2. Kör och cavatina (Falliero): "Viva Fallier" (Scen 4) – "Se per l'Adria il ferro io strinsi" (Scen 5)
- Nr. 3. Kör och cavatina (Bianca): "Negli orti di Flora" – "Della rosa il bel vermiglio" (Scen 6)
- Nr. 4. Cavatina (Contareno): "Pensa che omai resistere" (Scen 8)
- Nr. 5. Duett (Bianca, Falliero): "Sappi che un rio dovere" (Scen 10)
- Nr. 6. Final (Kör, Contareno, Capellio, Bianca, Falliero): "Fausto Imene e di gioia cagione" (Scen 12–14)

Akt II
- Nr. 7. Duett (Falliero, Bianca): "Va', crudel" (Scen 2)
- Nr. 8. Duett (Contareno, Bianca): "Non proferir tal nome" (Scen 5)
- Nr. 9. Kör och aria (Falliero): "Qual notte di squallore" (Scen 7) – "Alma, ben mio, sì pura" (Scen 8)
- Nr. 10. Cavatina (Falliero): "Tu non sai qual colpo atroce" (Scen 8)
- Nr. 11. Kvartett (Bianca, Falliero, Contareno, Capellio): "Cielo, il mio labbro inspira" (Scen 11)
- Nr. 12. Kör: "Vieni: per te tremante" (Scen 13)
- Nr. 13. Cavatina (Bianca): "Teco io resto" (Scen 14)

Till operan använde sig Rossini av tidigare skrivet material:
- Andandet i ouvertyren kommer från Eduardo e Cristina och bygger på ett tema från Ricciardo e Zoraide.
- En melodi från duetten "Sappi che un rio dovere" kommer från La donna del lago.
- Ett crescendo härstammar från ouvertyren till Eduardo e Cristina.
- Musik från finalen till La donna del lago återkommer i sista scenen.

Omvänt skulle Rossini använda nyskrivet material från Bianca e Falliero i senare verk:
- Öppningskören i akt I "Viva Fallier!“ (scen 4) användes i första scenen till Moïse et Pharaon.
- Kvartetten omarbetades 1846 till en sextett i pastischen Robert Bruce.
- Ouvertyren till Le siège de Corinthe innehåller delar av allegro vivace-satsen i ouvertyrens början.
- Orkesterförspelet till Adèles aria "En proie à la tristesse" i Greve Ory kommer från Bianca e Falliero.
- Ouvertyren till den för Venedig 1822 bearbetade versionen av Maometto II innehåller delar från operan.